# Isidro Fabela
För andra betydelser, se Isidro Fabela (olika betydelser).
José Isidro Fabela Alfaro, född 28 juni 1882, död 12 augusti 1964 var en mexikansk domare, politiker, diplomat, författare och guvernör i delstaten Mexiko år 1942–1945. Isidro Fabela är allmänt ansedd som en av de viktigaste figurerna i Mexikos moderna historia och som en förebild och föregångare till den politik som Adolfo López Mateos senare kom att föra. 
Han var en stark motståndare till Porfirio Díaz regim och spelade en viktig roll i den mexikanska revolutionen under Venustiano Carranza. Fabela var en del av gruppen Ateneo de Juventud med Diego Rivera och José Vasconcelos.
Fabela föddes i staden Atlacomulco, numera "Atlacomulco de Fabela" i hans ära. 